# اوزون‌یازی (مرزیفون)
اوزون‌یازی (به ترکی استانبولی: Uzunyazı) یک منطقهٔ مسکونی در ترکیه است که در مرزیفون واقع شده‌است.